# International Journal of Mass Spectrometry
International Journal of Mass Spectrometry è una rivista accademica che si occupa di spettrometria di massa.